# 1932年弗里波特飓风
1932年弗里波特飓风（英語：1932 Freeport hurricane）是1932年8月主要对德克萨斯州沿海地区构成影响的一个热带气旋，也是1932年大西洋飓风季的第二场热带风暴和首场飓风，于8月12日在尤卡坦半岛近海发展成型。气旋向西北移动，于次日开始快速增强，很快就达到现代萨菲尔-辛普森飓风等级下的一级飓风强度。8月14日清晨，风暴达到四级飓风标准，估计持续风速高达每小时240公里、中心气压低至935毫巴（百帕，27.6英寸汞柱），并且不久后就从德克萨斯州弗里波特附近登陆。飓风接下来急剧减弱，最终在德克萨斯州狭长地带上空逐渐消散。
风暴在内陆降下暴雨，并以布拉佐里亚县县城安格尔顿雨量最高，达252毫米，另有多地降雨量创下新纪录。加尔维斯敦和圣安东尼奥都出现停电。气旋共造成40人丧生，损失数额约为750万美元，其中大部分是农作物受损。

## 气象历史
8月12日，多艘船只在墨西哥湾发现热带扰动，据信这片热带扰动便是弗里波特飓风的源头。之后的研究认为，扰动天气可能源自8月11日伯利兹和洪都拉斯之间的低气压区。风暴稳步向西北移动并开始增强，于8月13日达到飓风强度，之后又在当天成为大型飓风。此前气象学家认为气旋“只会达到中等强度”，没有预料到登陆前的快速增强，所以在报告中认为飓风“堪称非凡”。
气旋之后达到的最高风力时速为240公里，在现代萨菲尔-辛普森飓风等级下达到四级飓风标准。8月14日，风暴以最高强度从德克萨斯州布拉佐里亚县弗里波特（Freeport）以东不远处登陆。位于近海的船只测得942毫巴（百帕，27.8英寸汞柱）气压，但正式报告中认为飓风此时还在快速强化，所以估计登陆时的气压低至935毫巴（百帕，27.6英寸汞柱）。气旋的规模很小，所以在陆地上空快速减弱，强度当天就回落至热带风暴标准，之后又进一步弱化成热带低气压，于次日在德克萨斯州狭长地带上空逐渐消散。

## 防灾措施、影响和善后

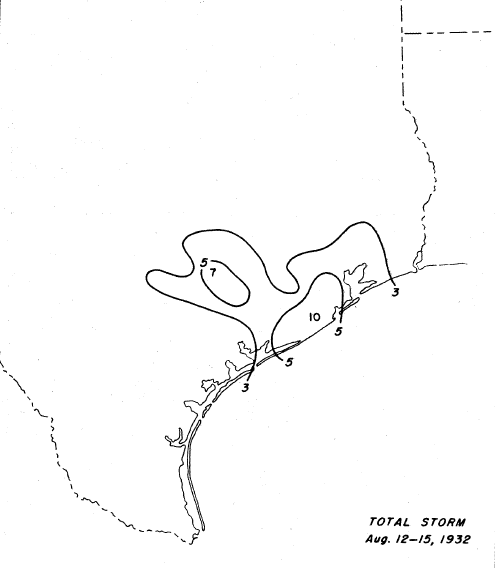
飓风在美国的降水分布

面对风暴来袭，弗里波特有150辆车撤离，船只沿布拉索斯河尽量朝内陆转移。加尔维斯顿县的卡普伦（Caplen）和吉尔克里斯特（Gilchrist）也有100户居民疏散。驻扎在马塔哥达县帕拉西奥斯（Palacios）的德克萨斯国民警卫队第38师收到飓风来袭警报。
受风暴影响，德克萨斯州沿海及内陆地区普降暴雨，有四处地点的24小时降雨量创下8月新纪录，并以安格尔顿（Angleton）最高，8月13日测得252毫米雨量，该市还因泵水站被毁面临缺水。气旋残留又在俄克拉何马州产生高达300毫米雨量。美国海岸警卫队在圣路易斯水道（San Luis Pass）附近救回四艘船的乘客。霍顿县县城霍顿（Wharton）有800只鸟在暴雨中失踪。加尔维斯敦部分建筑的屋顶被狂风掀开，还有许多窗户破损。加尔维斯敦堤道（Galveston Causeway）被暴雨淹没，致使加尔维斯顿岛同大陆的交通中断。另外，还有多条公路被倒塌的树木阻塞。加尔维斯敦的通讯和供电线路也因风暴受损，导致部分地区停电。此外，圣安东尼奥也有通讯线缆受损。
休斯敦的威廉·佩特斯·霍比机场有一个飞机库坍塌，11架飞机受损，经济损失约为25万美元。赫尔曼公园（Hermann Park）也受到飓风影响，掉落的树枝将篱笆砸破，九只山羊在园内自由走动。风暴期间，拉姆齐州立监狱突然倒塌，35名犯人逃离，之后只有八人返回，另外27人不知所踪。
风暴过去后，美国红十字会向灾区运送补给物资，并申请一万美元用于救灾。另外多个地方救灾组织也向灾区提供物资。估计整场飓风单对农作物就造成价值200万美元的损失，其中又以水稻和棉花为主。另有报导认为风暴共夺走40条人命，损失数额约750万美元。